# Green Lantern: Rise of the Manhunters
Green Lantern: Rise of the Manhunters — компьютерная игра по мотивам фильма студии Warner Bros. Pictures «Зелёный Фонарь». Релиз состоялся 7 июня, почти одновременно с датой выхода фильма в прокат. Версия для консоли Nintendo 3DS поддерживает все возможности системы, а именно 3D изображение без специальных очков, а также в комплект версий для Xbox 360 и PlayStation 3 войдут анаглифные очки, с помощью которых можно воспроизвести 3D на обычных экранах.

## Сюжет
Охотники за головами (англ. Manhunters) — раса, изначально созданная Стражами Вселенной в качестве первой межгалактической полиции, но они стали больше одержимы идеей осуществеления наказания, чем поддержания порядка во Вселенной, и Стражи были вынуждены распустить их и отправить в изгнание. Стражи сформировали новую группу защитников — Корпус Зелёных Фонарей, и вооружили его членов специально созданным кольцом, сила которого ограничена только воображением владельца. Охотники за головами вернулись и собирают силы для войны против Корпуса и Стражей. Увидев масштабы угрозы, Корпус набирает новобранцев, которые достойны носить кольцо, и среди них оказывается одаренный, но дерзкий лётчик Хэл Джордан.

## Геймплей
До официального релиза игры были объявлены некоторые особенности геймплея:
- Master the Ring — владение кольцом силы Зелёного Фонаря, которое способно создавать твердые световые конструкции, к примеру пушки, гигантские кулаки, стены и многое другое. Конструкции могут быть соединены между собой для создания более сложных комбинаций.
- Stand Together — возможность объединить силы с союзником во время боя.
- Take Flight — Dodge — возможность создать крупный взрыв, который может уничтожить группу из нескольких противников[4].

## Персонажи
Играбельные персонажи:
- Хэл Джордан — молодой лётчик-испытатель, получивший кольцо силы от умирающего инопланетянина по имени Абин Сур, корабль которого потерпел крушение на Земле. Абин Сур использовал своё кольцо, чтобы найти человека «способного противостоять великому страху», чтобы занять его место и стать Зелёным Фонарём.
- Синестро — член Корпуса Зелёных Фонарей, блюститель порядка и один из величайших Зелёных Фонарей. По его мнению, Корпус недостаточно хорошо выполняет свою работу — патрулирование Вселенной и её защита. Становится тренером новобранца Джордана.

Неиграбельные персонажи:
- Киловог — член Корпуса Зелёных Фонарей, тренер новобранцев.
- Томар-Ре — член Корпуса Зелёных Фонарей.
- Гастет — один из Стражей Вселенной, мудр и умён. Находится на планете Оа в космическом секторе 0000 вместе с другими Стражами.
- Амон Сур — появляется во время похорон своего отца Абин Сура на планете Оа. После того, как он узнает, что отец отдал своё кольцо Хэлу Джордану, решает отомстить и объединяется с Охотниками за головами, помогая им найти жёлтый источник энергии, спрятанный Стражами Вселенной.
- Охотники за головами (Мэнхантеры) — раса инопланетных роботов, которые когда-то были созданы Стражами Вселенной. Атакуют Оа.

## Производство
В преддверии выхода полнометражного фильма «Зелёный Фонарь» разработчики игры придали компьютерному персонажу Хэла Джордана внешность его прототипа из фильма, а также привлекли к его озвучиванию Райана Рейнольдса, исполнившего роль Джордана в фильме.

## Отзывы
| Сводный рейтинг | Сводный рейтинг |
| Агрегатор       | Оценка          |
| --------------- | --------------- |
| GameRankings    | 63,38 %         |